# Lea Salonga
Lea Salonga (Manilla, 22 februari 1971) is een Filipijns zangeres en actrice.

## Biografie
Lea Salonga werd geboren op 22 februari 1971 in de Filipijnse hoofdstad Manilla. Haar ouders waren Feliciano Genuino Salonga and Ligaya Alcantara Imutan. Salonga woonde de eerste zes jaar van haar leven in Angeles voor ze verhuisde naar Manilla.
Lea werd bekend door haar rol als Kim in de originele Londense en Broadway-productie van Miss Saigon. Salonga won de Olivier, Tony, Drama Desk, Outer Critics, Theatre World Award en was de eerste persoon die verschillende internationale prijzen won voor een zangrol. Ze was ook de eerste Aziatische Eponine in de musical Les Misérables op Broadway.
Later vertolkte zij de rol van Fantine in Les Miserables op Broadway.
Salonga zong de rol van prinses Jasmine in de originele Amerikaanse versie van The Walt Disney CompanyDisney's Aladdin, en de rol van Mulan in de gelijknamige Disney Classic.
Tijdens de uitreiking van de 65ste Annual Academy Awards (Oscars) zong zij het duet "A Whole New World" live met Brad Kane (de zangstem van Aladdin in de film). Het lied won de Oscar voor "Best Song".
Salonga zong de rol van Eponine in het 10th Anniversary concert van Les Miserables in Londen in de Royal Albert Hall.
In 2010 zong Salonga de rol van Fantine in het 25th Anniversary concert van Les Miserables in de O2 Arena in Londen, UK.
Salonga was verder te zien in musicals als The Sound of Music, Flower Drum Song, Cinderella, Grease (Sandy), They're playing our song, Cats (Grizabella), Into the Woods en in de Amerikaanse tv-series E.R. en As the World turns.
Salonga gaf concerten in onder andere LA, San Francisco, Chicago, New York, Londen, Manila, Las Vegas, Toronto en trad op voor verschillende Amerikaanse presidenten (George H. W. Bush, Bill Clinton, en George W. Bush), en voor Prinses Diana en Queen Elizabeth. Zij was ook te zien het tribute concert voor Sir Cameron Mackintosh in Londen genaamd "Hey Mr. Producer: The Musical World of Cameron MacKintosh".
Salonga werd geëerd als "Disney Legend" op 19 augustus 2011.

## Discografie
- Small Voice (1981)
- Lea (1988)
- Miss Saigon (Original London Cast) (1990)
- The King And I (Hollywood Studio Cast) (1992)
- Little Tramp - The Musical (1992)
- Aladdin (soundtrack) (1992)
- Lea Salonga (1993)
- Les Miserables - The Dream Cast in Concert (1995)
- Hey Mr. Producer: The Musical World of Cameron MacKintosh (1997)
- I'd Like to Teach The World to Sing (1997)
- Mulan (soundtrack) (1998)
- By Heart (1999)
- Lea...In Love (1999)
- Lea Salonga Live Vol. 1 (2000)
- Lea Salonga Live Vol. 2 (2000)
- Lea Salonga: The Christmas Album (2000)
- Songs from The Screen (2001)
- The Broadway Concert (2002)
- Flower Drum Song (2002 Broadway Revival Cast) (2003)
- 100% Lea Gives Her Best (2003)
- Songs from Home: Live Concert Recording (2004)
- Mulan II (soundtrack) (2005)
- The Ultimate OPM Collection (2007)
- Inspired (2007)
- Shelldon (soundtrack) (2008)
- The Journey So Far - Recorded Live at Cafe Carlyle (2011)

## Filmografie
- Once Upon a Studio (2023) - zangstem van Fa Mulan
- Les Miserables 25th Anniversary Concert (2010) - Fantine
- Disney Princess Enchanted Tales: Follow Your Dreams (2007) - zangstem van Princess Jasmine
- Mulan II (2005) - zangstem van Fa Mulan
- My Neighbor Totoro (2004) - stem van Mrs. Kusakabe in de Engelstalig Disney versie
- Mulan (1998) - zangstem van Fa Mulan
- Les Miserables 10th Anniversary Concert (1995) - Eponine
- Aladdin (1992) - zangstem van princess Jasmine
- The Heat is on in Saigon (1989) - The making of Miss Saigon
- Dear Diary (1989)
- Pik Pak Boom (1989)
- Ninja Kids (1986)
- Like Father, Like Son (1985)
- Tropang Bulilit (1981)

- Bibliothèque nationale de France: cb142238592 (data)
- Gemeinsame Normdatei: 134695216
- International Standard Name Identifier: 0000 0000 5518 7707
- Library of Congress Control Number: n93092004
- MusicBrainz: 67f4ab30-bfe1-483a-a5ae-c6e6067497b8
- Nationale Bibliotheek van Israël: 987007322010705171
- Nederlandse Thesaurus van Auteursnamen: 140457178
- Virtual International Authority File: 59295991
- WorldCat: E39PBJqqpgQtfWHBt64GYkF3Qq